# Cemitério de Karrakatta

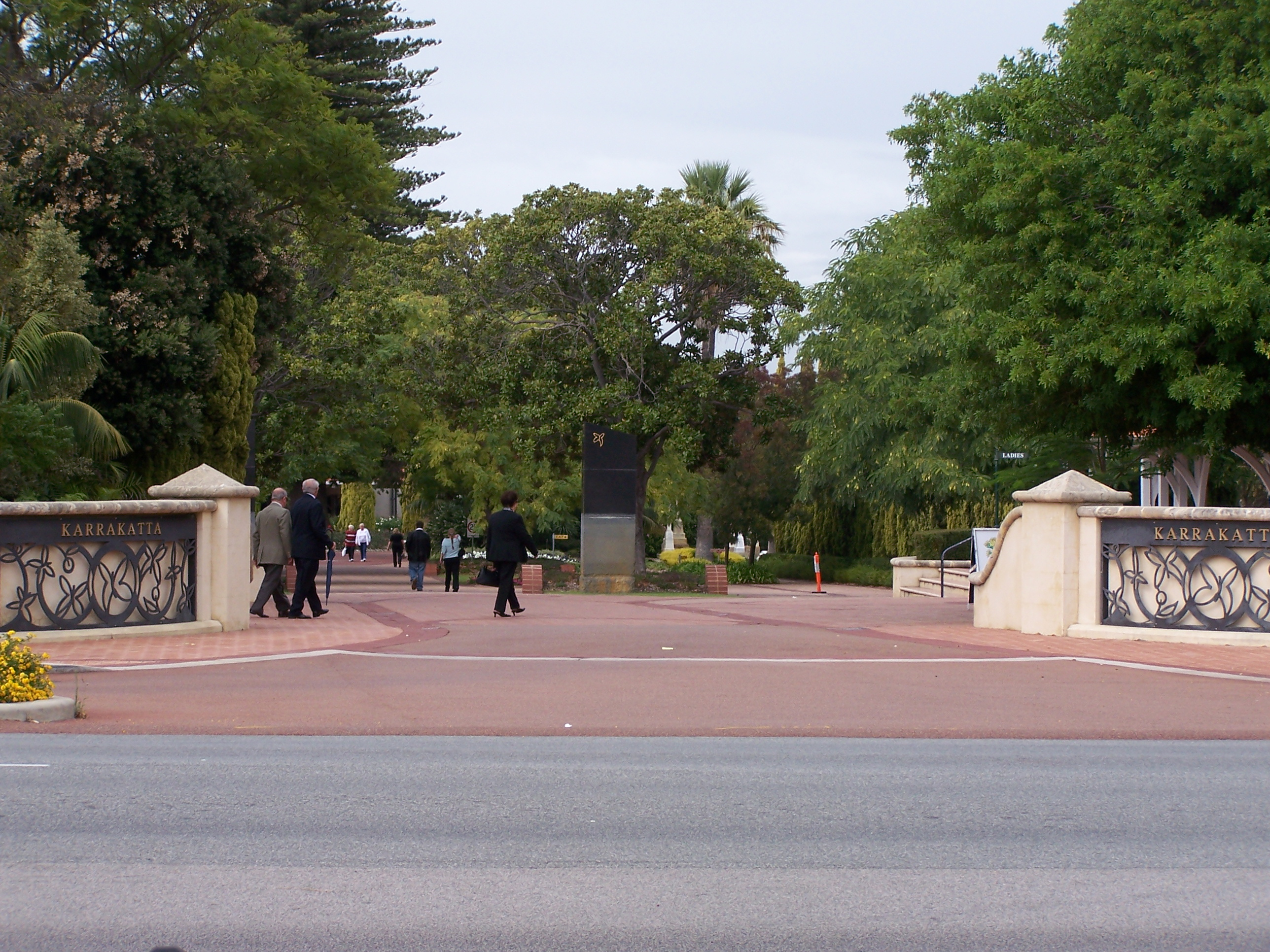
Entrada do cemitério de Karrakatta

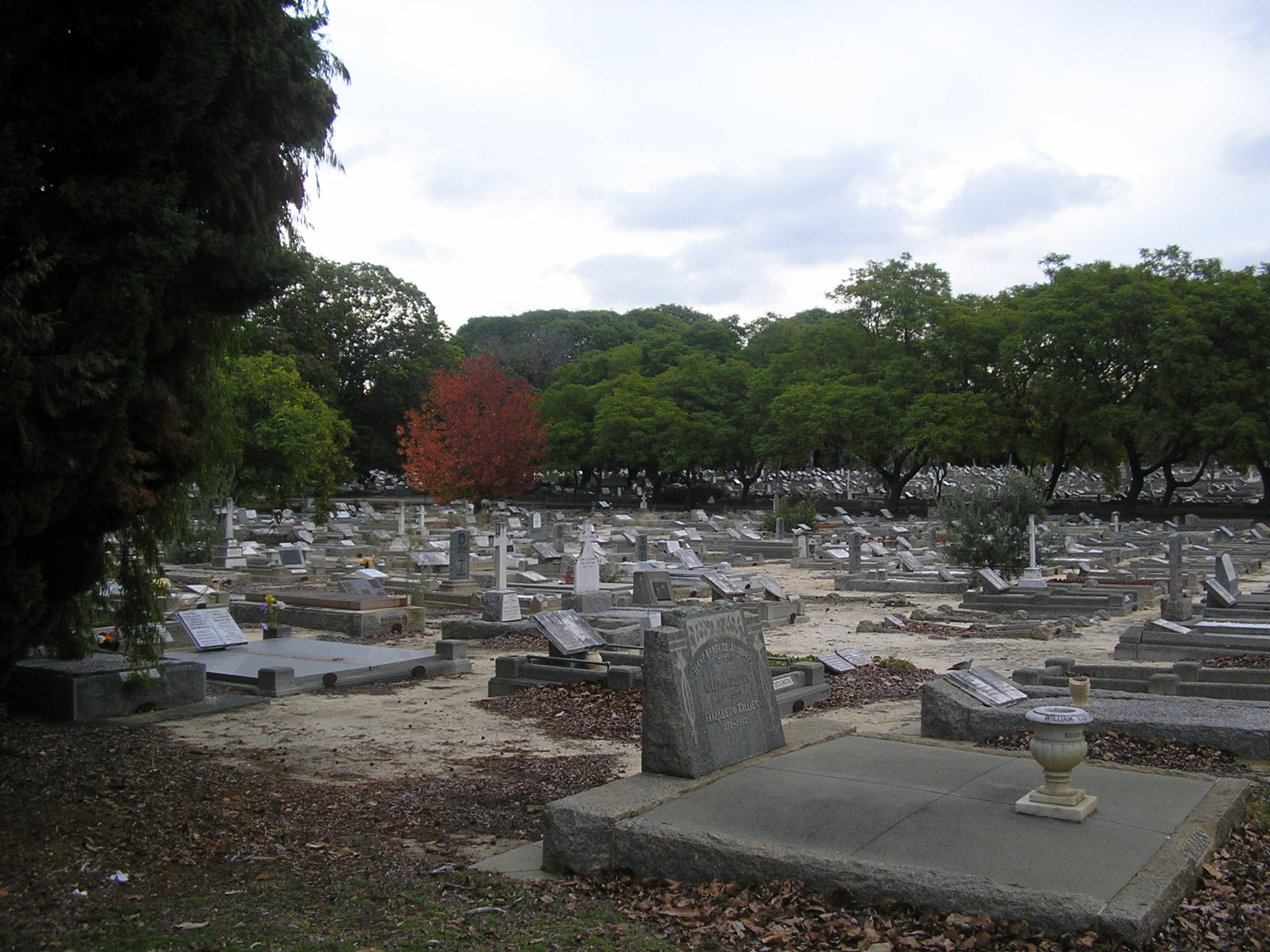
O cemitério de Karrakatta

Karrakatta é um cemitério em Perth, na Austrália Ocidental. Inaugurado em 1899, é uma atração turística da cidade, com mais de um milhão de visitas anuais. 
Entre as personalidades célebres aí sepultadas, encontram-se o antigo primeiro-ministro da Austrália John Curtin, o explorador e político Sir John Forrest, Auber Octavius Neville, o 17.º governador-geral da Austrália Paul Hasluck e o ator Heath Ledger.